# Le Champion de Tir
Le Champion de Tir is een compositie voor fanfare van Rob Goorhuis.